# Capel St Mary
Capel St Mary – wieś w Anglii, w hrabstwie Suffolk, w dystrykcie Babergh. Leży 10 km na południowy zachód od miasta Ipswich i 98 km na północny wschód od Londynu. W 2001 miejscowość liczyła 2877 mieszkańców.